# Forneus

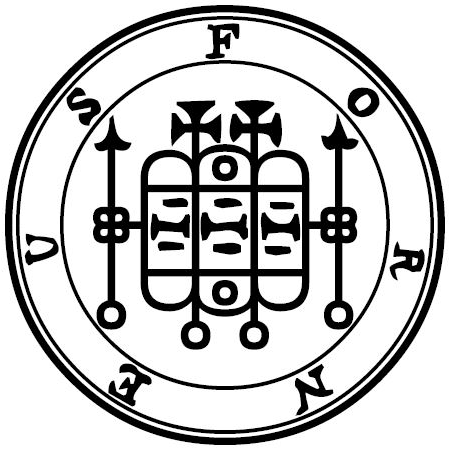
Le sceau de Forneus selon Mathers.

Forneus est un démon issu des croyances de la goétie, science occulte de l'invocation d'entités démoniaques.
Le Lemegeton le mentionne en 30e position de sa liste de démons tandis que la Pseudomonarchia daemonum le mentionne en 25e position,.
Semblable à un monstre marin, Forneus est marquis de l'enfer. Il instruit l'homme dans les plus hautes affaires, fait du bien à ses amis et du mal à ses ennemis. Il a sous son pouvoir 29 légions infernales.